# 查日干乃诺尔
查日干乃诺尔是位于中国内蒙古自治区呼伦贝尔市新巴尔虎右旗达来东苏木北部中蒙边界上的一个湖泊。其位置约在东经116°45′，北纬49°45′。湖面面积达1平方公里。查日在蒙古语中的意思是井绳。